# Лелија
Лелија је планина у источној Херцеговини, налази се у близини Калиновика и Фоче. Највиша тачка Лелије је врх Велика Лелија са 2032 m, са југоисточне стране надовезује се на планину Зеленгору. Лелија дијелом припада Националном парку Сутјеска и планина је у вијећем дијелу са крашким облицима рељефа.